# Святослав Титович
Святослав Титович (до 1310 — после 1376) — удельный князь Карачевский, по родословным старший сын князя Тита Мстиславича.

## Биография
Предположительно при Святославе Карачевское княжество было завоевано Литвой, Святослав стал вассалом Ольгерда и женился на его дочери (до 1360). Он был князем достаточно сильным и уважаемым.

## Семья
Святослав Титович был женат на литовской княжне Феодоре Ольгердовне (ум. 1377), дочери великого литовского князя Ольгерда и тверской княжны Ульяны Александровны. От этого брака было несколько детей:
- Юрий Святославич, удельный князь мосальский.
- Мстислав Святославич, удельный князь карачевский.
- Федор Святославич, княжич карачевский.

В некоторых источниках указаны ещё двое сыновей:
- Василий Святославич.
- Святослав Святославич.

### Потомки
Его сын Мстислав а потом и его внук Иван Мстиславич, по прозвищу Хотет, получили в удел карачевский городок Хотетов. Иван Мстиславович был женат на Ульяне (1375—1448), дочери Ивана Ольгимунтовича Гольшанского, которая после его смерти вышла замуж за великого князя литовского Витовта.
Сын Ивана Мстиславича, кн. Михаил Иванович, принял прозвание князя Хотетовского и служил Москве. От него произошли Хотетовские, высокого положения они не занимали. Род князей Хотетовских угас в 1711 году.
От старшего сына Юрия произошли князья Мосальские.